# Noël Forgeard
Pour les articles homonymes, voir Forgeard (homonymie).
Noël Forgeard est un homme d'affaires français né le 8 décembre 1946 à La Ferté-Gaucher en Seine-et-Marne. Diplômé de Polytechnique et de l'École des Mines de Paris, il a commencé sa carrière dans divers cabinets ministériels avant de s'orienter vers l'industrie, tout d'abord chez Usinor et Matra puis Airbus qu'il a présidé d'avril 1998 à juin 2005 et EADS dont il a été, avec Thomas Enders, coprésident exécutif de juin 2005 à juillet 2006. La fin de sa carrière est marquée par plusieurs scandales largement médiatisés concernant les problèmes de production de l'Airbus A380, une suspicion de délit d'initié et le montant de ses indemnités de départ.
Il est désormais senior advisor pour la Financière de Courcelles.

## Jeunesse et études
Noël Forgeard est issu d'une famille de marins bretons au long cours, cap-horniers, et de médecins.
Il intègre l'École nationale supérieure des mines de Paris après sa sortie de École polytechnique (X 65) .

## Carrière ministérielle
Il fut d'abord ingénieur en chef des mines au ministère de l'Industrie, puis conseiller technique pour l'aviation civile au ministère des Transports et conseiller technique pour l'armement au ministère de la Défense.
De 1986 à 1987, il est conseiller pour les affaires industrielles auprès du Premier ministre Jacques Chirac.

## Carrière industrielle

### Usinor
En mai 1981, il entre chez Usinor où il est directeur général adjoint de filiales. Noël Forgeard a, alors, largement, contribué à la consolidation des activités « aciers spéciaux » de la sidérurgie française en accélérant l'intégration de ces activités du groupe Usinor et du groupe Sacilor dans ASCOMETAL (cédée ultérieurement aux Italiens LUCCHINI).[réf. nécessaire]

### Matra
Après son entrée chez Matra, il en devient en 1989 le président des activités Espace et Défense. À partir de 1992, il occupe le poste de directeur général du groupe Lagardère, puis de président exécutif de Matra Hautes Technologies.

### Airbus et EADS
En 1998, Noël Forgeard devient directeur général du consortium Airbus, puis le premier président-directeur général de la société intégrée Airbus en juillet 2001.
Au début des années 2000, Forgeard joue de toute son influence pour qu'Airbus se lance dans la production d'un très gros porteur[réf. nécessaire], l'A3XX qui était à l'étude depuis une dizaine d'années. Cet avion prendra le nom définitif d'Airbus A380. En mars 2003, après le décès de Jean-Luc Lagardère, le nouveau patron, son fils Arnaud Lagardère, confirme Noël Forgeard à son poste.
Le retour de Boeing à la première place de constructeur mondial avec son Boeing 777 déjà renforcé par le succès du Boeing 787 Dreamliner remettent en cause la pertinence des choix de Noël Forgeard, son pari sur la domination des super gros porteurs étant risqué[réf. nécessaire].
En juin 2005, il est nommé coprésident d'EADS après le départ de Philippe Camus. Il est remplacé à Airbus par le premier président allemand d'Airbus, Gustav Humbert. Son arrivée à la tête du groupe ne fait pas l'unanimité notamment auprès de Daimler Benz, coactionnaire d'EADS aux côtés du groupe Lagardère et de l'État français.
Il touche une rémunération brute de 2,33 millions d'euros en 2005, comprenant un salaire fixe annuel de 1,13 million d'euros et un bonus de 1,2 million.
Dès 2006, son image personnelle est écornée avec la vente de stock-options en mars qui précède de peu la révélation d'importants retards de livraison du gros porteur A380.
En juin 2006, la révélation publique des retards de fabrication de l'A380 fait chuter l'action EADS de 26 %. Il est rapidement soupçonné de délit d'initiés et est licencié en juillet de la même année, tout comme Gustav Humbert.

## Affaire EADS
L'Autorité des marchés financiers a transmis à la justice au mois d'avril 2008 son rapport final mettant en cause 17 personnes dont Noël Forgeard et sa famille pour délit d'initié. L'Autorité des marchés financiers enquête également sur la dissimulation d'informations aux actionnaires.
Calendrier des faits
- Le 6 mars 2006, la direction d'EADS revoit à la baisse les livraisons d'A380 en 2007 ;

- Le 7 mars 2006, selon La Tribune, M. Forgeard obtient l'autorisation de vendre ses stock-options. Il engrange, de fait, une plus-value de 2,5 millions d'euros ;

- Le 13 juin 2006, Airbus annonce des retards sur l'A380 ;

- Le 14 juin 2006, le titre EADS subit une première baisse de 25 % ;

- Le 3 octobre 2007, un rapport de l'Autorité des marchés financiers accusant une vingtaine de dirigeants d'EADS de délits d'initié massifs est transmis au juge. Ils auraient vendu les actions avant de « rendre tardivement publiques les difficultés d'Airbus ; »

- Le 30 mai 2008, mise en examen pour délit d'initié de Noël Forgeard, ancien patron d'EADS[8].

Au terme de 35 heures de garde à vue en vue d'interrogatoire à la brigade financière de Paris, il a été mis en examen par les juges Xavière Simeoni et Cécile Pendaries le 30 mai 2008 pour « délit d'initié, recel de délit d'initié et diffusion d'informations fausses ou trompeuses aux marchés financiers », il risque une peine pouvant aller jusqu'à deux ans d'emprisonnement et une amende de dix fois le montant du profit. Il a été laissé en liberté sous contrôle judiciaire après paiement d'une caution d'un million d'euros.
Le 28 juillet 2009, le rapporteur de la commission des sanctions de l'Autorité des marchés financiers recommande d'imposer une amende de 5,45 millions d'euros à Noël Forgeard, reconnu coupable de manquement d'initié.

### Sa ligne de défense
Noël Forgeard affirme que la direction d'EADS n'avait pas connaissance des retards de l'A380 et que la vente de ses stock-options juste avant la baisse serait une coïncidence. Position difficile à défendre car il n'est pas le seul à avoir vendu subitement et massivement ses titres EADS. Ses trois enfants et seize autres dirigeants d'EADS ont fait de même.
Dans une interview donnée à France 2 le 24 octobre 2007, Noël Forgeard se dit innocent de tout délit d'initié et dénonce un « phénomène de dissimulation de retards dans l'usine de Hambourg » pour expliquer sa méconnaissance des retards d'Airbus au moment de la vente de ses stocks options,

### Le scandale de l'indemnité de licenciement ou «parachute doré»
Le 15 mai 2007, dans un entretien accordé au Frankfurter Allgemeine Zeitung, Thomas Enders, nommé depuis président d'Airbus Group, reconnaît, en sa qualité de coprésident d'EADS, que le gouvernement français était intervenu, auprès des administrateurs d'EADS afin d'obtenir le versement des 8,5 millions d'euros correspondant au « parachute doré » de Noël Forgeard, ancien dirigeant de l'entreprise.
En plus de ses plus-values sur ses stock-options, Forgeard a bénéficié d'une indemnité de départ d'un montant de 8,4 millions d'euros. La révélation de cette indemnité au moment où Airbus annonce un plan de 10 000 suppressions d'emploi provoque un scandale retentissant et de vives réactions de la part de tous les candidats à l'élection présidentielle de 2007.
En avril 2007, une enquête préliminaire de police est ouverte concernant les indemnités de Noël Forgeard.

## Distinctions
- Officier de la Légion d'honneur
- Officier de l'ordre national du Mérite
- Ordre de l'Empire britannique à titre civil
- Prix d'honneur en remerciement des services rendus à la Nation[Quoi ?] (2006)